# 곡녀
《곡녀》는 2022년에 개봉한 대한민국의 영화이다.

## 캐스팅
- 정상희 : 산이 역
- 정인철 : 필쇠 역
- 한명구
- 정윤주
- 최미교
- 박준철
- 홍산
- 장예원
- 박민아